# شرکت دارویی آمیلین
آمیلین (انگلیسی: Amylin) شرکت داروسازی آمریکایی است، که در سال ۱۹۸۷ تأسیس شد.